# Robert Bernardis
Robert Bernardis (Innsbruck, 7 de agosto de 1908 - Berlín-Plötzensee, 8 de agosto de 1944) fue un combatiente de la resistencia austriaca en el marco de la Segunda Guerra Mundial que participó en el fallido atentado contra el Führer alemán Adolf Hitler en su base prusiana, La Guarida del Lobo, el 20 de julio de 1944.

## Historia
Bernardis comenzó su carrera militar como Teniente en Enns, Austria. Tras el Anschluss de Austria en 1938, aceptó el nuevo régimen. Sin embargo, una vez que la Segunda Guerra Mundial había comenzado, las experiencias en el frente como testigo del asesinato de civiles cambió de opinión y se involucró en el movimiento de resistencia contra el III Reich.
Casado con Hermine Feichtinger, con quien tuvo dos hijos, Robert Bernardis fue considerado como un firme Nacional Socialista durante su formación como oficial militar de carrera en el ejército austriaco y en la Academia de Guerra en Berlín. Después de ver acción en Polonia, Francia y la Unión Soviética, fue ascendido a Mayor en 1942 y trasladado a la Allgemeines Heeresamt (Oficina General del Ejército) del  Alto Mando del Ejército en Berlín, donde encabezó un departamento. 
En el invierno de 1943 como Teniente coronel del Estado Mayor General, se puso en contacto con Claus von Stauffenberg. En la primavera de 1944, se incluyó en los planes para un golpe militar. Bernardis preparó el golpe militar en el distrito XVII (Viena). El 20 de julio de 1944, fue con Stauffenberg como un miembro del personal de la Oficina General del Ejército, donde fue responsable de la transmisión de la "Operación Valquiria". Él estaba sentado cerca del Führer el 20 de julio, en el intento de asesinato llevado a cabo. Más tarde, ignorando que la bomba no había podido matar a Hitler, Bernadis fue responsable de la orden que hizo que la Operación Valquiria estuviera en marcha. Esa misma noche, fue detenido por la Gestapo. El 8 de agosto, fue condenado a muerte por el "Tribunal Popular" alemán (Volksgerichtshof) y ejecutado el mismo día.
A pesar de ser deportada a un campo de concentración, la familia de Bernardis sobrevive a la guerra.